# Zgornje Bitnje
Zgornje Bitnje so naselje z okoli 1.600 prebivalci v Mestni občini Kranj.

## Zgodovina

### Poimenovanje in etimologija
Prvi pisni viri vas že 1160 omenjajo kot Vitingen, po tamkajšnji cerkvi svetega Vida. V urbarju iz leta 1291 je ime spremenjeno v Veitingen.
Leta 1584 je bilo ime vasi spremenjeno v Veichting. Še isto stoletje se je uveljavilo ime Feichting. V drugi polovici 19. stoletja je dobil kraj slovensko ime Bitinje, na začetku dvajsetega stoletja pa današnje ime.

### Srednji vek
Ker je stara cerkev svetega Vida postala premajhna, so vaščani okrog leta 1300 zgradili poleg nje na zahodni strani novo večjo cerkev posvečeno svetemu Miklavžu. Obe cerkvi sta potem skoraj dvesto let stali ena poleg druge. Potem so staro cerkev svetega Vida podrli. Vas pa se je tudi potem še imenovala po prvotni cerkvi svetega Vida.
Nemški cesar Oton II. je 973. in 1002. leta daroval Freisinškemu škofu Abrahamu obširno ozemlje na Sorškem polju, Stražišču, Besnici ter v Selški in Poljanski dolini. To ozemlje je bilo redko poseljeno s prebivalci slovenskega porekla. Zemljiški gospodje so zato pričeli naseljevati na Sorškem polju prebivalce z Bavarske. Ti so si kmalu po prihodu v naše kraje zgradili v današnjih Spodnjih Bitnjah manjšo cerkev posvečeno svetemu Vidu (Vitus).

### Arheološka najdišča v Bitnjah
1. Na Križnarjevem polju vzhodno od vrtca Biba v Zgornjih Bitnjah so tri prazgodovinske gomile. Dve sta že dokaj izravnani z zemljo, ena pa je še skoraj v celoti ohranjena. Po ustnem izročilu je domači sin, ki je študiral v Ljubljani, koncem 19. stoletja izkopaval na gomilah. Med drugimi predmeti je baje izkopal tudi bronasto sekiro.

1. Dobro ohranjena prazgodovinska gomila se nahaja tudi v ravninskem delu gozda zahodno od Srednjih Bitenj. Naši predniki so ji pravili Atilov grob. Stari ljudje so pripovedovali, da so pred kakimi sto leti prišli iz Kranja neki gospodje. Na vrhu gomile so izkopali jarek in našli zlato skrinjo. Res pa je le to, da je tam še danes viden delno zasut jarek. Izkopavanja je verjetno vodil znani kranjski arheolog Walter Schmid doma na Gašteju.
2. V nekdanji gramoznici Golobovi jami, južno od gasilskega doma Bitnje, so spomladi 1962 delavci naleteli na štiri staroslovanske skeletne grobove. Arheologi so v dveh grobovih našli poleg okostij še keramične posode in železen nož. Starost grobov ni bila točno določena. Domnevno izvirajo iz začetka 10. stoletja našega štetja. Najdbo hrani Gorenjski muzej v Kranju. Golobove jame danes ni več. Pred desetletji so jo zasuli z odpadnim gradivom.

1. Pri cerkvi sv. Miklavža v Spodnjih Bitnjah so arheologi 1983. leta odkrili ostanke rimske podeželske vile (villa rustica). Pri izkopavanjih, ki so jih opravili leta 1944, so prvič na Gorenjskem odkrili ostanke rimske centralne kurjave (hipokavst). Ta se nahaja na površini kakih 40 m2. Tudi cerkev sv. Miklavža stoji na rimskih gradbenih ostankih. Površina, kjer se nahajajo ostanki rimskih zgradb, meri skoraj en hektar. Strokovnjaki uvrščajo najdbo v 4. stoletje našega štetja.

Vse omenjene najdbe, razen Golobove jame, so s posebnim predpisom iz leta 1992 zaščitene, zato je vsak poseg na omenjena področja prepovedan.

### Poselitev sorškega polja
O življenju na Sorškem polju pred 10. stol. našega štetja je le malo podatkov. Podrobnejših arheoloških raziskav doslej še ni bilo. Znanih je le nekaj slučajnih najdb. Ne glede na to pa lahko utemeljeno domnevamo, da se je na tem območju tudi v davnini odvijalo razmeroma živahno življenje. O tem pričajo številne prazgodovinske gomile na Šmarjetni gori, v Zg. Bitnjah in Godeških dobravah. Iz rimskega obdobja so bili odkriti ostanki zgradb v Sp. Bitnjah, Dorfarjah in Škofji Loki ter obširno rimsko grobišče na Ledenski gmajni blizu Medvod. Domnevno je peljala preko Sorškega polja tudi rimska cesta. To dokazujejo nekatere najdbe, toda strokovnjaki o tem še molčijo.
Sorško polje so nekdaj prekrivali obširni gozdovi. Redko naseljeni prebivalci so tod obdelovali svojo zemljo. O tem pričajo v dvajsetem stoletju odkriti staroslovanski grobovi v Sr. Bitnjah in na Gorenji Savi. To dokazujejo tudi slovenska krajevna imena : Žabnica (Sabniza), Lubnik (Lubnic), Stara Loka (Lonca), Suha (Susane) in še mnoga druga.
Do velikih sprememb je prišlo po letu 973, ko je nemški cesar Oton II. daroval to ozemlje freisinškemu škofu Abrahamu. V začetnem obdobju je zemljiški gospod skrbel za obdelavo zemlje v lastni upravi. Za to je imel najete posebne oskrbnike. Tovrstna posestva, danes jim pravimo pridvorni način gospodarstva, so bila ustanovljena v Loki, Bitnjah, Žabnici in Godešiču, obstajala pa so do 14. stoletja.
Kmalu po prevzemu ozemlja je zemljiški gospod začel načrtno poseljevati tudi Sorško polje. Že 1160. leta je bilo na območju Bitnja 48, v Žabnici pa 44 gruntov (hub). Te so spadale pod bavarsko župnijo. Poleg nje so obstajale še gadmarska, godeška in praška županija. Največja je bila Bavarska, ki se je kasneje preimenovala v Bitenjsko. Sem so naseljevali Bavarce. Od tod ime županije. Naši predniki so dolga stoletja govorili nemško. Pozneje se je začela nemščina mešati s slovenščino. To je bil samo njim razumljiv jezik, o čemer piše tudi Valvasor v Slavi vojvodine Kranjske.

### Loško gospostvo
Velik del gorenjskega ozemlja med Idrijo, Radovljico in Bohinjem je v letih 973 do 1002 prešel v last freisinških škofov. Ti niso bili le gospodarji zemljišč in voda, ampak so bili tudi deželni knezi in najvišji sodniki svojim podložnikom. Takrat je bilo ustanovljeno loško gospostvo. Razprostiralo se je na desnem porečju reke Save od Krope do Mavčič. Zajemalo je tudi celotno porečje obeh Sor vse do Medvod. Mejilo pa je na tolminsko, idrijsko, goriško, blejsko, radovljiško in kranjsko gospostvo.
To ozemlje je bilo takrat le redko poseljeno s slovenskim prebivalstvom. Da pa bi lahko obdelali kar največ površin, so škofje naseljevali ljudi od drugod. Tako so področje Bitnja in Žabnice poselili z Bavarci, kjer so ustanovili bavarsko župo (Officium Bavarorum). Na desnem bregu Poljanske Sore in po hribih od Poljan do Škofje Loke so naselili Korošce slovenskega porekla. Njihovo župo so imenovali koroška župa (Officium Karantorum). V samotne in hribovite kraje okrog Sorice pa so naselili Tirolce iz Pustriške doline (Pustertal).
Loško ozemlje je bilo v prvih stoletjih razdeljeno na tri okrožja: Bavarcev, Korošcev in Slovencev. Koncem 13. stoletja pa so ozemlje razdelili na 16 žup. Največja med njimi je bila Bavarska, ki se je pozneje preimenovala v Bitenjsko.
Na čelu loškega gospostva je bil loški glavar, nekdaj imenovan tudi oskrbnik. Tega je imenoval freisinški škof. Glavar je bil tudi sodnik v kriminalnih zadevah. O takratnih obsodbah nam še danes priča Krvavo znamenje v Škofji Loki, kjer so izvrševali kazni nad obsojenci. Poleg glavarja je imel pomemben položaj tudi kaščar. Ta je moral skrbeti, da so podložniki redno poravnavali svoje obveznosti. To so bile predvsem dajatve v naravi. Največ je bilo žita in sira. Zbrane pridelke so skladiščili v kašči. Ta še dandanes stoji na Spodnjem trgu v Škofji Loki.
Poleg omenjenih so imeli položaje pri upravi gospostva še mitničar, orožar, sodin in komornik. Med nižje uslužbence pa so spadali biriči, sli, stražniki in vratarji.
Gmotni položaj loškega gospostva se je močno poslabšal v 18. stoletju. Končni udarec pa so mu zadale napoleonske vojne. Avstrijsko vojsko so leta 1800 v severni Italiji porazili Francozi. Naslednje leto je bila sklenjena mirovna pogodba. V njej je bilo tudi določilo, da se cerkvene posesti podržavijo. To je doletelo tudi freisinško škofijo, ki je izgubila celotno škofjeloško ozemlje. 1803. leta je loško gospostvo prenehalo obstajati. S tem aktom se je končalo 83 letno obdobje njegovega obstoja. Stoletja trajajoča povezava med Škofjo Loko in Freisingom je bila čez noč pretrgana. Takrat se je obrnil nov list v zgodovini naših krajev.

### Kolonizacija sorškega polja
Bitnje so bile od 10. do 19. stoletja last freisinškega škofa. Ta je dal že zelo zgodaj, verjetno koncem 10. stoletja kultivirati obsežno Sorško polje. Ker ni imel na razpolago dovolj domačinov Slovencev, je na naša tla naselil kmete z zelo odročnih krajev, predvsem z Bavarske.
Da je šlo za načrtno kolonizacijo, dokazuje tudi značilna parcelacija v tako imenovanih sklenjenih progah. To so povprečno 35 m široke in dva do tri kilometre dolge zemljiške proge. Na začetku proge pri cesti so stanovanjske hiše in gospodarska poslopja. Njive pa so razporejene v dolgi vrsti daleč proti vzhodu. Vsaka kmetija ali grunt (huba) je imela po eno tako progo. Tekom stoletij se je nekaj teh prog razpolovilo po dolžini. Nastala sta dva pol grunta, kot npr. Bajželj – Zlekar v Spodnjih Bitnjah. Povprečna kmetija je imela 7 do 9 ha zemlje.
Taka zemljiška ureditev se je ohranila celih 700 let, vse do današnjih dni. Edino izjemo predstavlja večji kompleks zemlje ob železniški progi, katerega je takratna država leta 1964 odvzela kmetom in tam ustanovila Kmetijsko živilski kombinat.
Kolonizacija Sorškega polja je bila končana do leta 1291. Bila je tako temeljito opravljena, da tod ni bilo več prostora za nove kmetije. Na celotnem Sorškem polju je bilo takrat 318 hub, od teh jih je bilo v Bitnjah 48 in v Žabnici 44.
Do 16. stoletja so bili na bitenjskem ozemlju naseljeni le gruntarji. V tistem času pa so se začeli naseljevati še kajžarji. Na gozdnatih in močvirnih zemljiščih zahodno od kmečkega naselja so imeli svoj kajže. V začetku 16. stoletja jih je bilo le 15, ob razpadu Loškega gospostva v začetku 19. stoletja pa jih je bilo že 84. Ker jih skopa zemlja ni mogla preživljati, so se pričeli ukvarjati s sitarstvom. Kajžarji in sitarska obrt so bili nekaj stoletij značilnost naših krajev, sredi 20. stoletja pa so nepovratno odšli v zgodovino. Tukajšnje kmetije so se po večini obdržale in so gospodarsko uspešne bolj kot kdaj koli poprej.

### Rimska cesta
Pred kakimi dvatisoč leti v dobi rimskega cesarja Avgusta, je bila preko Sorškega polja domnevno speljana rimska cesta. Nekje pri Ljubljani naj bi se odcepilila od glavne vojaške ceste (via militaris), ki je potekala med Oglejem in Ptujem. Pri Stresovem Brodu pri Medvodah naj bi prečkala reko Soro, zavila proti Godešiču, od tam pa v ravni črti tekla preko Sorškega polja do sedla med sv. Joštom in Šmarjetno goro in mimo Kucne do Rakovice. Tam naj bi prečkala reko Savo in bila speljana naprej proti gorskim prelazom Jezersko, Ljubelj in Podkoren.
Dokazov za tako trditev je več. Naši predniki iz Bitenj in Žabnice, ki so živeli še v 19. stoletju, so pogosto pripovedovali o tem. Na svojih njivah pri oranju naletijo na posebno trde pasove v zemlji. Rekli so jim groblje. Leseni plugi, s katerimi so takrat orali, so kar zaropotali preko take groblje. Ti pasovi so se jasno videli tudi ob pojavu suše. Poljščine so na teh mestih pričele veneti in se sušiti. Najbolj marljivi so jih kar s krampi razkopavali. To je bilo težaško delo. Saj so bile groblje zelo trde, sestavljene so bile iz debelih okroglih kamnov. To naj bi bili ostanki nekdanje rimske ceste. Groblje so dokončno izginile odkar njive orjejo z modernimi traktorji bolj globoko. Verjetno pa so se ohranile še na nekaterih ozarah in na robovih njiv.
Pred kakimi petnajstimi leti smo s strokovnjakom Zavoda za spomeniško varstvo iz Kranja iskali na Sorškem polju morebitne ostanke teh grobelj. Kmečki gospodar iz Spodnje Žabnice nam je na svoji njivi blizu železniške proge pokazal, kje je nekdaj potekala taka groblja. Podobno smo potem ugotovili pri drugem kmetu v Spodnjih Bitnjah. Ko je strokovnjak Sorškega polja na specialki  povezal ti dve točki z ravno črto in jo potem podaljšal proti severu, je ta potekala točno preko sedla med svetim Joštom in Šmarjetno goro. Znano je, da so Rimljani gradili popolnoma ravne ceste povsod tam, kjer je to omogočal teren. Za tak način gradnje pa so bili prav na Sorškem polju dani vsi pogoji.
Za nadaljnje raziskave doslej ni bilo ne volje ne denarja. Bodoče mlajše strokovnjake zato čaka naloga, da potrdijo ali ovržejo domneve o nekdanji cesti na Sorškem polju.

### Bitenjska županija
Loško gospostvo je bilo v prvih stoletjih svojega obstoja upravno razdeljeno na urade (wikipedia:officium). Običajno so jih poimenovali po največjem naselju na območju posameznega urada, npr. godeški urad je dobil ime po Godešiču. Bili pa sta dve izjemi, bavarski in koroški urad. Poimenovali so ju po tamkajšnjih naseljencih, ki so prišli iz Bavarske in Koroške. Na območju loškega gospostva je bilo 16 uradov.
Na čelu vsakega urada je bil župan (rihtar), katerega so imenovali iz vrst podložnikov. Župani so skrbeli za redno plačevanje dajatev od podložnikov in za opravljanje tlake. Zato pa so bili sami oproščeni teh obveznosti.
Med uradi je bil največji bavarski urad. Obsegal je 23 naselij. Razprostiral se je od Okroglega na severu, Pevna in Stare loke na zahodu do Puštala na jugu.
Koncem 15. stoletja so se uradi preimenovali v župe (županije). Bavarski urad se je odslej imenoval bitenjska župa. Ta je imela po urbarju iz leta 1501 297 hub (gruntov) in 1485 prebivalcev. Za primerjavo naj navedem, da je bilo v Poljanski župi, ki je bila v loškem gospostvu druga po velikosti, le 90 hub in 450 prebivalcev.
Bitenjska župa je obstajala okrog 200 let. Med letoma 1785 in 1787 so se župe preimenovale v občine. Takrat se je naselje Stražišče odcepilo od bitenjske občine. Po koncu francoske okupacije in obnove avstrijske oblasti sta se Stražišču priključila še Šmartin pri Kranju in gorenja Sava. V takratnem sistemu je Stražišče obstajalo kot podobčina. Po takratnih merilih je ta občina izstopala po velikosti in prebivalstvu, saj je imela 1035 prebivalcev.
Avstrijska oblast je po marčni revoluciji 1849. leta ustanovila upravne občine. Dve leti kasneje je bila ustanovljena uprava občina Stražišče, ki je zajemala tedanja naselja Spodnje, Srednje in Zgornje Bitnje, Gorenjo Savo, Stražišče ter Šmarjetno goro. Imela je 345 hiš in 2279 prebivalcev. Bitenjska županija pa se je dokončno preselila v zgodovino.

### Obveznosti bitenjskih podložnikov
Podložniki so bili dolžni poravnavati svoje obveznosti do loškega gospostva bodisi z delom (tlaka), z denarjem (davek) ali pa s kmetijskimi pridelki (desetina). Vse te obveznosti so bile natančno zapisane v urbarjih za vsako kmetijo posebej. Razmeroma najbolj so bili obremenjeni ravno podložniki na Sorškem polju, saj je bilo to v primerjavi z ostalimi področji na ozemlju loškega gospostva tudi najbolj rodovitno.
Tlaka bitenjskih podložnikov je bila raznovrstna. Morali so voziti apno in kamenje k vsem trem loškim gradovom za njihovo utrjevanje. Enako gradivo so morali voziti tudi h grajskim mlinom pod mestom, da so z njim obnavljali jezove. Tudi vodo za mestno kopališče so morali voziti. Kositi so morali grajske travnike v Žabnici in še mnogo drugega.
Bitenjski podložniki so morali tovoriti tudi vino z dolenjskih freisinških posesti in to s 26 konji. Dosti hujše je bilo tovorjenje sladkih vin iz Italije preko Škofje Loke in naprej do Judenburga, kasneje pa celo do Mauterndorfa na Salzburškem. Tovorniške poti so bile v tistih časih zelo slabe in nevarne. Zaradi tega pa je zastajalo tudi delo na polju.
Obveznost do tlake se je tekom stoletij polagoma manjšala. Nadomeščale pa so jo denarne dajatve. Tako so v nekem obdobju morali plačevati po 165 do 209 denarjev letno. Tudi ob smrti podložnika - gospodarja grunta, so morali nasledniki plačati mrtvaščino. Poseben prispevek pa so morali plačati tudi ob izvolitvi novega škofa.
Kljub temu, da se denarne obveznosti podložnikov do loškega gospostva niso bistveno spreminjale, pa se je njihov položaj s časoma močno poslabšal. Zaradi vojn z Benečani in pogostih vdorov Turkov, je deželni knez po odobritvi deželnih stanov nalagal vedno nove davke. Tako je loško gospostvo moralo plačati za leto 1487 kar 2500 goldinarjev. Večino te vsote je gospostvo prevalilo na svoje podložnike. Tako je na kmetijo odpadlo več kot 2 goldinarja davka. Položaj kmetov je postal tako težak, da so ti grozili, da bodo začeli opuščati svoje kmetije. Ker se oblast na pritožbe ni ozirala in je  davke celo povišala, je prišlo do uporniškega vretja. Središče tega dogajanja je bila ravno bitenjska županija.

### Upori bitenjskih podložnikov
Naši predniki se, za razliko od uporov kmetov v drugih pokrajinah, nikoli niso upirali z orožjem. Svojo upornost so izražali s tem, da niso plačevali denarnih obveznosti. Če pa so jih, jih niso v celoti ali pa z veliko zamudo. Ker pa to ni dosti pomagalo, so se pozneje upirali s pisanjem pritožb in pošiljanjem raznih delegacij k sodiščem, deželni vladi in celo k samemu cesarju. Ta dogajanja imajo svoj začetek v drugi polovici 15. stoletja, svoj vrh pa so dosegla sredi 17. stoletja.
Tako je npr. oskrbnik loškega gospostva Wangnerokh leta 1640 tožil podložnike pri notranjeavstrijski vladi. Spor je nastal zato, ker je freisinški škof določil, da morajo podložniki namesto robote (tlake) plačevati po 3 goldinarje robotnine letno. Ti so se temu upirali. Sklicevali so se na zapiske v salski knjigi (pomožni urbar), v kateri nič ne piše o plačevanju robotnine.
Loški oskrbnik odgovarja, da je bila omenjena salska knjiga sestavljena že pred 138 leti. V tem obdobju pa so se razmere močno spremenile. Loško gospostvo sedaj nima več nobenih posestev na katerih bi podložniki lahko opravljali tlako. Zato je povsem upravičena zahteva škofa, da kmetje namesto tlake plačujejo svoje obveznosti v denarju. Celo hvaležni bi morali biti, da se od njih zahteva le denar, saj so potem celo leto prosti in lahko v miru obdelujejo svojo zemljo. Tudi njihov zagovor, da jim doslej teh obveznosti ni bilo treba plačevati, ne velja. Denarja niso plačevali zato, ker ga gospostvo ni terjalo od njih. Vse to dokazuje, da se je z njimi ravnalo zelo milo. Raje naj pomislijo, da morajo podložniki drugih gospostev plačevati po 12, 15 ali pa še več goldinarjev letno.
V ta spor se je vmešal celo sam takratni avstrijski cesar Ferdinand III (1637 - 1657). V posebni resoluciji je zapovedal loškim podložnikom, da naj molče. Njihovo pritožbo zavrača. Predstavniki podložnikov se morajo takoj vrniti domov. Podložniki se morajo v bodoče ravnati le po ukazih deželnega glavarja. V bodoče lahko le njemu izročajo pismene pritožbe. Prepoveduje jim, da bi se med seboj shajali ali zbirali denar. Če bi se še kdaj pritožili neposredno cesarju, jih bo ta zaradi njihove neubogljivosti ostro kaznoval.
Podložniki kljub cesarjevem ukazu niso mirovali. Njihov glavni pobudnik in upornik je bil Jernej Šifrer.

### Upornik Jernej Šifrer
Ivan Tavčar piše v Visoški kroniki tudi o »vojvodi Jernaču Šifrerju iz Bitenj«. Resnici na ljubo je treba zapisati, da Jernač (Jernej) ni bil Bitenjčan, doma je bil v Žabnici. Verjetno ga je Tavčar imenoval za Bitenjčana zaradi tega, ker je bila tudi Žabnica v tistih časih v bitenjski županiji.
Jernej Šifrer je bil rojen okoli leta 1590 pri Tajnetu v Spodnji Žabnici. Točen rojstni datum ni znan, ker so v starološki fari, kamor je takrat spadala Žabnica, uvedli matične knjige šele 20 let pozneje. Njegovo življenje je bilo izredno dejavno in razburljivo. O tem bi lahko napisali debelo knjigo. V tem zapisu so omenjeni le nekateri najbolj značilni dogodki iz njegovega življenja.
Gospodar Tajnetovega grunta je postal prav v času, ko je freisinški škof Vid Adam povišal obveznosti svojim podložnikom. Škofova blagajna je bila zaradi tridesetletno vojne (1618 - 1648) prazna. Zato je toliko bolj pritiskal na svoje podložnike. Freisinški komisar v Škofji Loki Jurij Puecher je zato predpisal, da morajo podložniki loškega gospostva poleg rednih dajatev plačati še robotnino, katere višina je bila odvisna od velikosti kmetije. Medtem ko so podložniki drugih županij po večini plačali tudi to obveznost, so se v bitenjski županiji temu uprli. Najbolj dejaven in vztrajen pri tem je bil prav Jernej Šifrer. On je bil pobudnik, da so poslali pritožbo kranjskemu deželnemu glavarju in uspeli. Podložnikom so morali vrniti že pobrani denar.
Puecher pa kljub temu ni odnehal. Podložnikom je ponovno predpisal dodatne obveznosti. Ti pa so se ponovno uprli. Jernej je zbral poseben petčlanski kmečki odbor. Odpotovali so v Regensburg, kjer se je cesar Ferdinand III. udeleževal zasedanja državnega zbora. Tam so ga počakali kar pred cerkvijo, ko je šel k maši, in mu osebno izročili svojo pritožbo. Toda imeli so smolo. V cesarjevem spremstvu je bil takrat tudi njihov stari nasprotnik iz Škofje Loke Puecher. Njemu je uspelo, da mu je cesar izročil pritožbo kmetov, ne da bi jo prej prebral.
Cesar je potem še tretjič izdal posebno resolucijo glede loških podložnikov. Ponovil je ukaze iz prejšnjih dveh in navedel, da so ti ponovno prelomili pokorščino. Zato naroča kranjskemu deželnemu glavarju, da naj ujame glavnega upornika Jerneja Šifrerja in ga zapre. Tako je Jernej prišel v neposreden spor s samim cesarjem. Seveda pri tem ni imel nobene možnosti za uspeh. Ali so ga res zaprli, ni znano.
Freisinški škof Vid Adam je medtem umrl. Novi škof Albrecht Sigmund je bil bolj popustljiv kot njegov predhodnik. Spori s podložniki so se sčasoma umirili. Jernej Šifrer pa je v tem času prišel v spor s podložniki. Od njih je zahteval, naj mu povrnejo 340 goldinarjev, ki jih je baje porabil zato, ker se je za njih pravdal z gosposko. Podložniki mu denarja niso hoteli dati. Trdili so, da so mu v ta namen že v prejšnjih letih dali dovolj denarja. Ko je spor prišel pred sodišče, je Jernej pravdo izgubil. Več kot tri desetletja trajajoči spori loških podložnikov z gosposko so se takrat končali. So pa dodobra razburkali takratno življenje vse do cesarjevega prestola. Datuma Jernejeve smrti kljub raziskovanjem mnogih ljudi, ki se ukvarjajo z rodoslovjem, doslej žal še ni uspelo ugotoviti.

## Ujme in nadloge

### Potresi
Prvi zgodovinsko potrjen hujši potres je prizadel naše kraje leta 792. Podatki o škodi in žrtvah žal niso znani. Takrat je v naših krajih vladal frankovski kralj in kasnejši rimski cesar Karel Veliki (768 - 814).
Zelo močan potres je prizadel naše kraje 26. marca 1511. Žarišče potresa je bilo na območju Idrije (Potres na Idrijskem 1511). Skoraj vse zidane zgradbe so bile močno poškodovane ali pa porušene. Tudi vsi trije loški gradovi so bili hudo prizadeti. Starega gradu pod Lubnikom in Zgornjega stolpa na Kranceljnu zaradi močnih poškodb niso več obnovili. Takoj pa so pričeli obnavljati sedanji loški grad. Takratni freisinški škof Filip (1498 - 1541) je naročil glavarju loškega gospostva Pavlu Raspu, da naj skrbi za njegovo obnovo. Enako je veljalo za kaščo na Spodnjem trgu. Zato so naložili podložnikom nove davke in uvedli dodatno tlako. V spomin na potres in obnovo so na obe zgradbi namestili spominski plošči. Čeprav je od takrat preteklo že skoraj petsto let, sta obe plošči ohranjeni še danes.
Istega dne kot je bil idrijski, se je zgodil silovit potres tudi v Furlaniji. V obeh potresih je takrat umrlo okoli 12000 ljudi.
14. aprila 1895 je prizadel Ljubljano in okoliške kraje nov močan potres. Veliko zgradb je bilo porušenih, še več pa je bilo poškodovanih. Umrlo je sedem ljudi, škode pa je bilo za 7 milijonov goldinarjev. Takratni ljubljanski župan Ivan Hribar (1896 - 1910) je najbolj zaslužen za hitro in učinkovito obnovo Ljubljane.
Starejši Bitenjčani so se spomnili, da so se takrat tudi v naših vaseh tla močno tresla še več dni po glavnem potresu. Posebne škode ni bilo, saj so bile hiše večinoma lesene. Ljudi je bilo strah, ker se tla nikakor niso hotela umiriti. Zato so se zgroženi množično zatekali v cerkev Marijinega oznanjenja v Crngrob in prosili Marijo za pomoč.

### Turški vpadi
Prastrah pred Turki je v ljudskem spominu ostal vse do današnjih dni. 9. oktobra 1408 za časa vladavine turškega sultana Sulejmana I.. so Turki prvič pridrli v naše kraje. Požgali so Metliko in okoliške kraje. Tudi našim krajem ni bilo prizaneseno. Eden hujših napadov je bil za binkošti 1. julija 1471 leta. Takrat je iz Bosne pridrl Ishak beg s 15.000 konjeniki. Pred  Ljubljano so se turki razdelili v tri skupine. Prva je opustošila Škofjo Loko in vasi do Kranja. Potem je zavzela in požgala še samostan Adergas in okoliške kraje.
Druga skupina je razdejala Kamnik in samostan Mekinje, klarise (glej Cerkveni red) iz samostana pa je odvedla v sužnost. Svoje divjanje je nadaljevala po Savinjski dolini vse do Celja, potem pa še naprej po Štajerski.
Tretja skupina je pustošila po Dolenjski, požgala samostan Stično in oplenila vse vasi do Mehovega. Deli te skupine so se ločili od glavnine in udarili na Šentjernejsko polje ter požgali še kartuzijo Pleterje.
Nobena skupina ni naletela na odpor. Zato so lahko nemoteno ropali in požigali. Turški jezdeci so šele 13. junija zapustili naše kraje. Na tem dolgotrajnem pohodu naj bi pobili in odvedli v sužnost okoli 30.000 ljudi. Samo na Kranjskem so požgali in uničili 40 cerkva.
Turški vpadi so trajali od začetka 15. do konca 16. stoletja. Skoraj 200 let so ljudje zaskrbljeno pogledovali proti jugu, kdaj se bo pojavil dim gorečih hiš, katere so Turki požigali na svojih pohodih. Samo v 15. stoletju so petkrat oplenili Kranjsko deželo.
Turški vpadi so se proti koncu 16. stoletja preusmerili na Prekmurje. Toda ko so 1593 leta doživeli hud poraz v bitki pri Sisku, je bilo konec turške nevarnosti za naše kraje. Takrat je padel tudi njihov poveljnik Hasan paša. Ljubljanski nadškof Tomaž Hran je dal iz njegove dragocene obleke sešiti mašni plašč. Ta se še sedaj nahaja v Narodnem muzeju v Ljubljani. Ko je bilo leta 1606 sklenjeno premirje s Turki, so se naši predniki lahko dokončno oddahnili.

### Kuga
Nekdaj je bila kuga ena najhujših bolezni. Zanjo takrat ni bilo zdravila. Bolezen povzroča bacil, na človeka pa jo prenašajo bolhe in drugi zajedavci s piki. Okuženi dobijo visoko vročino, otečejo pa jim tudi bezgavke, ki se največkrat zagnojijo. Značilna je visoka umrljivost, tudi do 90-odstotna.
Največja zgodovinsko dokazana pandemija kuge je pustošila po Evropi sredi 14. stoletja. Po ocenah je takrat umrlo 23 milijonov ljudi, kar je tretjina vseh prebivalcev Evrope. Ponekod so izumrle cele vasi. Zato so jo imenovali črna smrt.
Po naših krajih so se od 16. do 18. stoletja širile številne epidemije kuge. Valvasor jih je v svoji znameniti Kroniki opisal kar enajst. V naši okolici je posebno hudo razsajala leta 1599. Najbolj je prizadela Godešič, Bitnje, Žabnico, Moškrin in Staro Loko.
Leta 1624 je ta nadloga najbolj prizadela vasi Breg in Zgornje Bitnje. Takrat so meščanom Kranja prepovedali hoditi preko mosta čez Savo proti Stražišču. Za več kot pol leta so bili prepovedani tudi tedenski sejmi v Kranju.
V Seničici pri Medvodah je leta 1646 umrlo v eni hiši kar pet oseb. Loški oskrbnik Fürnpfeil je dal okrog vasi postaviti posebno stražo. Ta je imela nalogo, da ustreli vsakega, kdor bi zapustil okuženo vas.
Med ljudmi se je do današnjih dni ohranila pripoved iz časa, ko je v naši vasi za kugo umrlo zelo veliko ljudi. Oblast je, da bi preprečila širjenje okužbe, prepovedala pokopavati umrle na pokopališču v Stražišču. Bitenjčani so zato svoje umrle pokopavali kar na Sorškem polju. Domnevno je ta kraj severno od cerkve sv. Uršule proti Stražišču. V spomin na tiste hude čase so pozneje postavili kužno znamenje. To se je ohranilo vse do današnjih dni. Stoji na polju na desni strani, ko se peljemo po glavni cesti iz smeri Škofje Loke proti Laboram. Tudi drugod po naših krajih se je ohranilo še nekaj takih znamenj. Eno večjih je v gozdu južno od cerkve v Crngrobu.

### Lakota
Prave lakote v naših krajih niso doživeli niti najstarejši ljudje. Med zadnjo vojno in nekaj let po njej je posameznih živil res primanjkovalo, od lakote pa ni nihče umrl.
Zadnja huda lakota je bila na Slovenskem na začetku 19. stoletja. Slabo vreme več zaporednih let je bilo krivo, da so kmetje zelo malo pridelali. Leto 1816 je bilo v tem pogledu najslabše. Zima se kar ni hotela posloviti. V mesecu aprilu je bil še tak mraz, kot je običajno v februarju. Tudi maj ni bil veliko boljši. Kmetje zaradi dolgotrajnega deževja polj sploh niso mogli obdelati. Cela področja so ostala prazna in neobdelana. Tam pa, kjer jim je le kaj uspelo posejati, setev zaradi nizkih temperatur in moče ni mogla rasti. Trave, ki so jo kosili za seno, niso mogli posušiti. Ostala je kar na travnikih in zgnila.
Zaradi slabe letine po vsej Evropi tudi z uvozom žita ni bilo nič bolje. Žito, kolikor ga je bilo sploh naprodaj, pa je bilo tako drago, da je bilo za navadne ljudi veliko predrago.
Valentin Stanič (1774 – 1847), primorski duhovnik in pesnik, je takrat napisal pismo avstrijskemu cesarju Francu II. (1792 – 1835). V njem je med drugim napisal tudi tele vrstice:
»Smo polni nadlog:
Daj kruha nam, Franc!
Če ne pa, o Bog,
brž smrt, da bo konc!«
Stari ljudje so pripovedovali, da je pred Anžicovo hišo v Žabnici obležal zaradi lakote oslabel človek. Kar tam je zaradi izčrpanosti tudi umrl. Ko so ga dvignili, so videli, da je imel polna usta trave, s katero si je skušal potešiti lakoto. Po graščinah in farovžih so skušali ljudem pomagati, kolikor so mogli. Iz ovsene in koruzne moke so kuhali močnik in ga delili najbolj potrebnim. V mnogih krajih so kuhali tako imenovano »rumfordsko juho«. Poimenovali so jo po dobrotniku grofu Benjaminu Rumfordu (1753 – 1814) iz ZDA. Tako juho so kuhali tudi v šempetrski graščini v Stražišču in jo enkrat dnevno delili najbolj potrebnim. V spomin na tiste hude čase so v kapeli svetega Petra, ki stoji na južnem pobočju Šmarjetne gore, shranili korec, s katerim so to juho delili. Na leseni plošči, ki je visela pod korcem, je bil nemško-slovenski dvojezični napis:
»V lejtu 1816 je bila semla toko nerodovitna, de so revni ludje v lejtu 1817 toko stradali, de so po vezh krajih travo in otrobe jedli in od lakote umerli …«
Na tabli je bil tudi natančen popis vseh sestavin, iz katerih so kuhali to juho. Zadnji stavek tega napisa se glasi:
»H vezhnimu spominu boshje pravize in boshiga usmilenja nej ta korz tukej vesi.«
Korec in tabla z napisom sta sedaj shranjena v Gorenjskem muzeju v Kranju. Obstajajo prizadevanja, da bi se v kapeli svetega Petra namestili kopiji tega korca in table.

## Pomembni ljudje

### Kozinov oča
Bitnje v preteklosti ni imelo veliko pomembnih ljudi. Nekaj jih je pa le bilo. Eden izmed njih je bil Franc Šifrer – Kozinov oča. Tako so mu takrat rekli vaščani. Rojen je bil 30. avgusta 1839 na Kozinovem gruntu v Srednjih Bitnjah 30. Bil je potomec znanega puntarja Jerneja Šifrerja iz Žabnice.
Francetov oče Janez Šifrer je bil doma z Gregorčeve kmetije v Žabnici. Okoli leta 1835 sta mu starša kupila omenjeni Kozinov grunt. Poročil se je z Elizabeto Hafner, Projevo iz Dorfarjev. Imela sta pet otrok. Najstarejši Janez je še mlad umrl, zato je grunt prevzel drugorojeni France. Hiša, v kateri je živel in v njej tudi umrl, stoji še sedaj. To je ena redkih kmečkih hiš, ki se je ohranila in je obnovljena ostala nespremenjena do današnjih dni. France se je poročil 22. novembra 1876 z Mico Šinkar z Javornika pod Svetim Joštom. Imela sta osem otrok – pet sinov in tri hčerke. Dve hčerki in en sin so umrli še mladi. Od sinov je Janez šel k orožnikom, Anton je bil duhovnik, Matevž se je poročil v Srednje Bitnje, Martin in Micka pa sta ostala doma na kmetiji.
Med ljudmi je imel France velik ugled. Bil je poštenjak, umirjenega in dobrovoljnega značaja. Ko je bil star že 50 let, so ga na volitvah leta 1890 izvolili za župana občine Stražišče. Občina je takrat obsegala vasi Stražišče, Srednje in Zgornje Bitnje ter Gorenjo Savo in Šmarjetno goro. Imela je okoli 360 hiš in 2300 prebivalcev. Stražiški župan je bil celih 30 let. Šele leta 1920, ko je imel že preko 80 let, je odložil župansko dolžnost. Županoval je tudi vso prvo svetovno vojno. Takrat je moral skrbeti za preskrbo prebivalcev, za obvezne oddaje, popise kmetijskih pridelkov po kmetih in še za svojo kmetijo. Med ljudmi se je o njem ohranila naslednja pripoved:
Takoj po koncu prve svetovne vojne so takratne oblasti izdale predpis glede avstrijskih kronskih bankovcev. Ti so lahko obdržali svojo vrednost, če so bili žigosani s kakim uradnim žigom. Župan Šifrer je imel navado, da je nosil občinski žig kar v zadnjem hlačnem žepu. Ko je prišel v kako gostilno, je gostom kar tam žigosal stare avstrijske bankovce in jim tako podaljšal veljavnost.
Bil pa je tudi prava gorenjska korenina. Ko je bil star že 90 let, se je kar peš odpravil v Ljubljano in nazaj. O tem njegovem podvigu je takrat pisal celo časopis Slovenec, ki je v ilustrirani prilogi objavil tudi njegovo sliko. Leto kasneje pa se je peš odpravil k Mariji Pomagaj na Brezje. Umrl je 16. novembra 1931, star 92 let in tri mesece.

### Andrej Šifrer
Andrej je bil mlajši brat Franca Šifrerja – Kozinovega oča. Rojen je bil 30. novembra 1845 na Kozinovi kmetiji, Srednje Bitnje 30. Starša sta mu omogočila, da je kot eden redkih otrok v tistem času obiskoval gimnazijo in jo tudi uspešno dokončal. V sebi pa je imel tudi nekoliko pustolovske žilice. Zato je po končanem študiju navdušil skupino mladih fantov, da so se odločili za potovanje preko luže. Tako se je 1867 leta zbralo v Ljubljani osem dogodivščin željnih mladeničev. Njihov cilj je bil ameriški divji zahod. Temu primerno so bili tudi oboroženi. Vsi so imeli revolverje in puške, nekateri pa celo dve. Vkrcali so se na prekooceansko jadrnico in odpluli dogodivščinam naproti. Poldrugi mesec so se zibali na Atlantiku in končno prispeli v obljubljeno deželo Združene države Amerike. Povsod, kjer so se pojavili, so vzbujali splošno pozornost zaradi svoje oborožitve pa tudi oprave. Prav vsi so bili v gorenjskih narodnih nošah.
Andrej je nameraval nekaj časa preživeti v Severni Ameriki, potem pa odpotovati še na jug v Argentino, Brazilijo in Čile. Najprej pa je obiskal rojaka in misijonarja, poznejšega škofa, Jakoba Trobca. Ta je živel v benediktinskem samostanu v St. Paulu v Minnesoti. Imela sta dolge in poglobljene pogovore. Nazadnje je Trobec navdušil Andreja za delo v misijonih. Tako je postal redovnik. Dobil je ime pater Vincenc. V duhovnika je bil posvečen 1872. leta. Potem je vse življenje deloval v Ameriki kot misijonar. Za njim sta prišli še dve njegovi sestri, Marija in Katarina. Tudi oni dve sta vstopili v benediktinski samostan in postali misijonarki.
Zgled patra Vincenca je vzpodbudil še nekatere njegove sovaščane, da so prišli za njim v ZDA. To so bili: Franc Ločnikar, poznejši opat benediktinskega samostana, Franc Rajgelj in dve njegovi sestri. Vsi omenjeni so vstopili v benediktinski red. Peter Vincenc – Andrej Šifrer je umrl 19. oktobra 1929 v opatiji Sv. Janeza Krsnika v Collegevillu v ZDA v 84 letu starosti.

### Oražmov Miha
Oražmov Miha – Miha Stare je bil človek posebne vrste. Zato je prav, da se nekateri dogodki iz njegovega življenja zapišejo in rešijo pozabe. Rojen je bil 7. oktobra 1852 na Oražmovem gruntu, Srednje Bitnje 12. V družini je bilo pet otrok. Tretjerojeni je bil Miha. O njegovem odraščanju ne vemo veliko. Znano je, da je bil zelo veren človek, zato je postal član tretjega reda. To je poseben red, katerega so v 13. stoletju ustanovili frančiškani. Za ta red sta značilna pobožnost in uboštvo. Verjetno je prav zaradi tega vse življenje ostal samski. Nenavadno pa je to, da je vedno hodil v cerkev v Škofjo Loko. H kapucinom, nikoli pa v Šmartin, čeprav je bila to njegova farna cerkev, v kateri je bil tudi krščen. Prijateljeval je tudi z znanim triglavskim župnikom Jakobom Aljažem.
Mihova teta je bila poročena na Bendetovi kmetiji, Srednje Bitnje 6. Ker ni imela otrok, je posestvo zapustila nečaku Mihu. Ta je kmetijo prevzel, skrb za kmetovanje pa je prepustil gostačem, ki so stanovali v njegovi hiši. Od živine je redil samo vola. Ko je bil v najlepših moških letih, se je namenil, da bo na svoji zemlji postavil kapelo. Toda vse skupaj se je zapletlo. Dovoljenja zanjo ni dobil niti od šmartinskega župnika Razborška niti od ljubljanske škofije. Zato se je po nasvetu župnika Aljaža kar peš odpravil na dolgo pot po Italiji in končno v Vatikanu dobil težko pričakovano dovoljenje.
Kmalu po prihodu domov ali pa že med potjo po Italiji je najel italijanske zidarje. Ti so leta 1909 zgradili kapelo. Ta stoji še sedaj in je edina kapela v krajevni skupnosti. Nahaja se ob glavni cesti sto metrov južneje od gasilskega doma Bitnje. Kapela je posvečena devici Mariji. Na oltarju stojita poleg Marijinega kipa še kipa sv. Antona in sv. Frančiška.
Miha je umrl med prvo svetovno vojno leta 1917 v 65. letu starosti. Svoje posestvo je zapustil nečakinji Mariji. Ta se je poročila z Janezom Omanom – Finkovim iz Žabnice.
Naj bo omenjena še ena zanimivost iz Mihove oporoke. V njej je zapisal, da bo vsak, kdor bo prišel na njegov pogreb, v zahvalo prejel en goldinar. Koliko goldinarjev je bilo v ta namen izplačanih iz njegove zapuščine, pa ni znano.

### Dimež
Dimež in Jernej Šifrer sta si bila v nekaterih pogledih precej podobna. Ne glede na to, da je med življenjem enega in drugega preteklo skoraj 250 let, sta bila vsak na svoj način upornika zoper oblast. Za oba so tudi zmotno menili, da sta Bitenjčana. Na koncu sta bila oba poražena. Kdo je bil Dimež?
Anton Cerar Danilo je 1911. leta napisal ljudsko igro z naslovom Dimež, strah kranjske dežele. Glavni junak je poglavar rokovnjačev Janez Siherl – Dimež, doma z bogate bitenjske kmetije. Zgodba se odvija v sredini 19. stoletja. Takrat je doseglo rokovnjaštvo v deželi kranjski največji razmah.
Zapisovalka krajevne zgodovine in ljubiteljska rodoslovka Antonija Šifrer iz Žabnice se je pred tridesetimi leti ukvarjala tudi z Dimežem. Piše, kako so takoj po končani 1. svetovni vojni v Žabnici uprizorili Danilovo igro Dimež. V pripravah na uprizoritev so po vasi iskali stare obleke in povpraševali ljudi po rokovnjačih. Devetdesetletna Jergova mama je povedala, da naj bi bil Dimež stric od mlinarja pri Rdeči poti v Spodnjem Bitnju. To so potem potrdili še drugi starejši ljudje.  Antonija in njene sodelavke so pozneje podrobno pregledale matične knjige starološke župnije, pod katero je takrat spadalo Spodnje Bitnje. Kljub prizadevanjem pa jim ni uspelo dokazati sorodstvene povezave med Dimežem in mlinarjevo rodbino.
Besniški župnik Pokorn je v zgodovinskem zborniku Besnica pri Kranju že 1909. leta ugotovil, da je bil Dimež Franc Ziherl, doma iz Gorenje Save pri Kranju. Precej natančno je opisal tudi njegovo življenjsko pot in rokovnjaštvo.
Zgodovinar-arhivist Gorazd Stariha pa je pred dobrimi desetimi leti podrobno raziskal Dimeževo življenjsko pot in obseg rokovnjaštva na Gorenjskem. V raznih arhivih je našel veliko podatkov.
Ugotovil je, da je bil Franc Ziherl-Dimež rojen 2. decembra 1827 na Gorenji Savi pri Kranju kot nezakonski sin matere Jere Ziherl, imenovane Dimca. Njegov oče naj bi bil domnevno Travnov Janez iz ene najstarejših rokovnjaških družin.
Franc je bil kot mlad fant poklican v vojsko. Ker mu disciplina ni ustrezala, je kmalu pobegnil in se pridružil rokovnjačem. Bil je zelo sposoben in iznajdljiv, zato je kmalu postal njihov poglavar. Bil je tudi mojster preoblačenja. Tako maskiran je večkrat popival z žandarji, ne da bi ga ti prepoznali.
Novembra 1852. leta so ga ujeli v Škofji Loki skupaj s tremi pomagači. Štiri leta kasneje je bil obsojen na 18 let zapora. Na prestajanje kazni so ga poslali v Osijek. Že po dveh letih je od tam pobegnil in se vrnil na Gorenjsko, kjer je nadaljeval svoje rokovnjaško življenje.
21. januarja 1862. leta je pogorela Skofičeva opekarna v Trzinu. Na pogorišču so našli dve ožgani moški trupli. V enem od njiju so prepoznali rokovnjaškega poglavarja Franca Ziherla-Dimeža. Tako se je končalo pestro življenje enega najbolj znanih rokovnjačev na Gorenjskem.

## Objekti

### Vila rustika
Vila rustika (villa rustica) je bil do 20 ha velik gospodarski obrat oziroma pristava iz rimskega obdobja. Njegova značilnost je bila tržna naravnanost in uporaba suženjske delovne sile. Ta posestva so bila gospodarska osnova rimske politične izbrane družbe. Poslopja so bila zasnovana tako, da so jasno ločeni bivalni prostori za lastnika in njegovo družino od gospodarskega dela in prostorov za delovno silo (sužnje). V Sloveniji so arheologi odkrili že okoli dvesto ostalin vil rustik.
Naša vila rustika se nahaja v Spodnjih Bitnjah ob cerkvi sv. Miklavža. Arheologi so junija 1983. leta na tem prostoru opravili manjša sondiranja. V zemlji so odkrili 55 cm debele temelje rimskega zidu. Zgrajeni so bili iz oblic in  manjših lomljencev v tehniki zidave »na ribjo kost«. Ko so nekaj let kasneje delali drenažo okoli cerkve, so odkrili še več ostankov okrog zidov in tlak iz malte. Vse to je dokazovalo, da cerkev sv. Miklavža stoji na nekdanji rimski zgradbi.
Arheologi so 1994. leta pričeli temeljito raziskovati ta prostor. Takrat so na zahodni strani zvonika na površini kakih 40 m2 odkrili ostanke rimske centralne kurjave (hipokavst). To je bila prva tovrstna najdba na Gorenjskem. Celotna naprava je bila izredno trdno zgrajena. Njeni zidovi so bili debeli 80 cm, kar dopušča domnevo, da je bila to enonadstropna zgradba. Ugotovljeno je bilo, da je stalo na površini enega hektara več rimskih zgradb. Zelo malo pa je bilo drobnih najdb. Našli so le del rimske amfore  in ostanke dveh loncev iz žgane gline. Amfora domnevno izvira iz 2., lonca pa iz 4. stoletja našega štetja. V to obdobje uvrščajo tudi našo vilo rustiko.
Kdor pa bi si rad ogledal kako tak hipokavsti izgleda, ga lahko vidi na Jakopičevem vrtu na Mirju v Ljubljani. Tam so pred 30. leti v okviru arheološkega muzeja na prostem obnovili ostanke stanovanjske enote iz nekdanje rimske Emone.
V Žabnici so nekaj let pred začetkom 2. svetovne vojne pri gradnji hiš ob zadružnem domu naleteli na ostanke podobne vile rustike. Ti dve najdbi sta pomembni zato, ker dokazujeta, da je bilo to obdobje poseljeno že veliko prej kot pa se je pričela freisinška kolonizacija v 10. stoletju.  Oba objekta pa potrjujeta domnevo, da je v bližini potekala tudi rimska cesta.

### Loška pot
Loško pot pozna skoraj vsak Bitenjčan. Le redki pa vedo, kako pomembna prometna zveza je nekdaj bila.  V davnih časih, ko še ni bilo asfaltiranih niti betonskih cest, so le Rimljani gradili za tisti čas zelo moderne makadamske ceste. Pravimo jim Rimske ceste. V srednjem veku pa so gradnjo cest močno zanemarili. Takrat so bile v rabi predvsem tovorniške poti.
Tudi Loška pot je služila tovornikom. Kdaj je nastala, ni znano, verjetno pa v enajstem stoletju, ko je loško gospostvo pričelo uvajati kolonizacijo Sorškega polja. To domnevo opiram na dejstvo, da Loška pot poteka popolnoma vzporedno s prvotno zasnovo vasi Bitnje in Žabnica, v oddaljenosti 600 m proti zahodu. Na slednji dokaz za to domnevo je rahel levi ovinek pred Grohčevo kmetijo v Srednjih Bitnjah na cesti Škofja Loka – Kranj. Prav tak ovinek pa je na Loški poti nekaj deset metrov severneje od križa v Brezju. To se prav lepo vidi na katastrskem načrtu našega območja.
Ob poti je bilo nekdaj postavljenih več znamenj. To so bili leseni križi. Ljudje so jih postavljali ob poteh v spomin na žalostne dogodke, kadar se je nekdo ponesrečil ali pa so nekoga oropali ali ubili. Na našem območju so še pred nekaj leti stali ob Loški poti trije taki križi. Ohranjena sta še dva. Eden je v Spodnjih Bitnjah, na robu gozda, kakih 50 m južneje od odcepa proti Mlinarju. Drugi pa je v gozdu Brezje, nekaj korakov proč od poti, ki pelje iz Srednjih Bitenj proti Gabrovci. Za oba križa vaščani prav lepo skrbijo, saj sta bila oba pred leti obnovljena. Žal pa se v ljudskem izročilu vedenje o tem, kdaj in zakaj sta bila postavljena, ni ohranilo.
Prvotna Loška pot je potekala v skoraj ravni črti od juga proti severu. To je bila glavna prometna zveza med Škofjo Loko in Freisingom. Ime je dobila po Škofji Loki. Njen začetek je bil na Grencu, nato je šla po sedanji trasi glavne ceste skozi Sveti Duh, Forme in Dorfarje. Od tam naprej je bila speljana po travnikih in gozdu za vasmi Šutna, Spodnje, Srednje in Zgornje Bitnje ter naprej mimo nekdanje Puškarne do sedla med Svetim Joštom in Šmarjetno goro. Pri Rakovici je prečkala Savo in se povzpela na Okroglo. Tam se je priključila poti, ki je vodila iz Kranja proti severu.
Promet se je takrat odvijal v obliki tovorništva. S konji so tovorili kmetijske pridelke, obrtniške in železarske izdelke v severne dežele Evrope. Konji so prenašali okoli 160 kg težke tovore. Blago je bilo običajno nameščeno v ploščatih lesenih sodčkih. Tovorništvo je bilo v tistih časih pomemben vir dohodkov prebivalstva.
V Kranj pa je iz Škofje Loke vodila druga pot. Ta se je v Dorfarjah odcepila od Loške in peljala skozi Šutno. V Zgornji Žabnici se je priključila na pot, ki še danes pelje med kmetijami skozi Spodnje in Srednje Bitnje. Takrat pa je peljala še naprej ob zahodnem robu kmetij skozi Zgornje Bitnje in se priključila na Bantale. Skozi Stražišče in po starem Gaštejskem klancu je pripeljala v Kranj. Do leta 1767 je bila to glavna pot, ki je vodila iz Škofje Loke v Kranj. Tega leta pa so zgradili novo deželno cesto, ki še danes poteka od Dorfarij proti Žabnici in naprej v Kranj.
Nekdanja Loška pot bi lahko postala turistična zanimivost naše krajevne skupnosti, potrebno bi bilo namestiti nekaj informativnih tabel, jo na nekaterih močvirnih mestih utrditi, zgraditi mostiček čez Gabrovco in po njej speljati kolesarsko stezo.

## Odlomki iz življenja nekdanjih Bitenjčanov in okoličanov

### Paolo Santonino, Popotni dnevnik,1486. leta
... Po kosilu v hiši župnika Pankracija Eckerja v Škofji Loki  smo odhajali po ravni cesti v Kranj, pet naših milj daleč in sredi poti smo prišli v zelo dolgo vas Bitnje (Faitin), imenovano po ondotni cerkvi svetega Vida, kjer se dobi veliko platna. Pravijo, da tod pozimi vrtijo preslico in tkejo tako moški kakor tudi ženske ...

### dr.Franc Kos, Doneski k zgodovini Škofje Loke
Gradec, dne 16. januarja 1619
Kralj Ferdinand ukazuje Bernardinu Barbotu, deželnemu oskrbniku na Kranjskem, da bi odpravil pregrešno navado mladeničev v Stražišču in Bitnem, ki se posebno ob nedeljah in praznikih radi opijanijo ter si čas kratijo s plesanjem, igranjem, preklinjanjem in prešuštvovanjem.
Ljubljana, dne 1. februarja 1619
Bernardin Barbo, Kranjski deželni oskrbnik pošilja Jakobu Fangkhlu, loškemu oskrbniku, ukaz kralja Ferdinanda, da bi prepovedal mladeničem po Stražišču in Bitnjah ob nedeljah in praznikih pijančevati, igrati, plesati, preklinjati in prešuštvovati. Ako bi pa tega ne storil, moral bi plačati globe 50 cekinov v zlatu.

### Grad Škofja Loka, dne 19. septembra1638
Loški glavar piše freisinškemu škofu ter mu naznanja, da je prejel njegove ukaze. Kar se tiče škofovega predloga, da bi spravljali odslej loški podložniki vsako leto sladko vino po tovorih zastonj, ker bi se njih tovorjenje smatralo kot robota, odgovarja glavar, da je misel dobra, a neizvedljiva zaradi trmoglavosti podložnikov. Ti bi namreč ne hoteli kaj takega storiti ter bi si rajši iskali svojih pravic pri sodniji, kakor pa se prostovoljno vdali. Tega mnenja sta tudi plemeniti Hutzing in pa Pučar v Ljubljani. Vendar hoče poskusiti ter sklicati na dan svetega Matevža na samo Bitenjčanov in Poljancev iz vseh peterih občin, ki so bili že do sedaj dolžni vino tovoriti do Loke, temveč tudi druge župane in po tri kmete iz vsake županije, da jim naznani škofovo mnenje. Najbrž se ne bodo hoteli vdati ...

### Loški grad, dne 20. novembra1647
Oskrbnik Korbinijan Fuernpfeil poroča freisinškemu škofu o prepirih zaradi mitnine v osliški županiji in drugod. Nadalje poroča, da so se Bitenjčane in Žabničarje pritožili zoper Loško gospostvo pri notranjeavstrijski vladi zaradi hrastovega, smrekovega in jelovega lesa v bitenjškem gozdu, katerega odrekajo loškemu gospostvu, a upa, da nič ne opravijo. O izidu te pravde hoče mu o svojem času poročati.

### Loški grad, dne 7. avgusta1653
Loški glavar, plemeniti Wangnerekh se pritožuje pri deželnem glavarju zoper loške podložnike in piše, da je napovedal robotnino po bitenjski župniji, a nobeden podložnik ni prišel, da bi jo plačal. Pač pa so se mu siloma ustavili, ko jim je hotel zarubiti njih imetje.

### Razno, dne 6. oktobra1653
Baron Puech piše loškemu glavarju, da ne dvomi, da je srečno prišel v Loko ter se prepričal, kako so se obnašali loški podložniki, ko ga ni bilo doma. Pravi, da se mu ne zdi previdno, da se je zarubilo imetje tistim podložnikom, ki niso plačali robotnine. To bi utegnilo imeti neprijetne nasledke. Bolje bi bilo, da bi se bilo izprva zahtevalo le od glavnih kolovodij, najprej po bitenjski župniji, da morajo dati robotnino. Ako bi ne bi hoteli tega storiti, zarubilo bi se jim njih premoženje. Ako bi se bili temu upirali, poslati bi jih morali prec v Ljubljano ter jih tu vreči v ječo. Ako bi se ne bili hoteli tukaj vdati, peljati bi jih morali v Karlovec ali pa kam drugam, kjer bi bili morali delati v rovih. Ostali podložniki bi potem radi ubogali, ko bi videli kako se postopa s kolovodjami.

### Loški grad, dne 6. novembra1653
Loški glavar, plemeniti Wangnerokh, piše deželnemu glavarju ter pravi, da menda mislijo loški podložniki, da se jim ni treba ravnati po cesarskih ukazih. Ker se torej protivijo trikratnim cesarskim ukazom, zaslužijo pač, da bi bili ostro kaznovani. Med vsemi loškimi podložniki so najupornejši Bitenjčani, ker se ti ne nehajo zoperstavljati in dostikrat pregovore tudi druge podložnike, da jim slede. Med Bitenjčani pa so največ zakrivili podpihovalci Andrej Rejec, Andrej Eržen, Jakob Hafner, Jurij Kašman, Mihael Križaj in Jernej Šifrer.

### Loški grad, dne 26. julija1703
Vsled patenta deželne gosposke ukazuje loško glavarstvo Gregoriju Hartmanu, bitenjškemu županu, da preskrbi do prihodnje sobote večera ali pa do nedelje jutra 50 voz, izmed katerih naj bo vsak vprežen z dvema konjema ter naj jih pošlje v Kranj, da bodo vozili od tu pa do Jesenic vojaški proviant. Ako bi se ne ravnal po ukazu, plačal bi globe od vsakega voza po šest cekinov v zlatu. Vozniki dobe od vsakega stota na eno miljo po tri krajcarje ali en groš nemške veljave kot odškodnino.

### Franc Ksaverij Kramar, starološki župnik,1893
Žabniška soseska – četrt ure od Bitna proti Loki, leži na ravnem polju, šteje čez sedemdeset hišnikov in med njimi štirideset zemljakov, večinoma premožnih pa tudi ošabnih kmetov. Ta soseska je imela to posebno postrežbo, da je hodil ob nedeljah in praznikih eden izmed prifarskih kaplanov jutranjo službo božjo zavoljo pastirjev, hišnih varuhov in lenuhov opravljat v žabniško podružnico. Sploh je prifarska duhovščina tej ošabni soseski, kolikor mogoče posebno stregla. Vendar vse to še ni zadostovalo nekaterim bahačem; izmislili so si, da se hočejo ločiti od Stare Fare in v Žabnici napraviti lastno faro. Od začetka so bili le kaki trije ali štirje bahači; vsem drugim sosedom se je ta misel iz prvega zdela nespametna in nepotrebna. Nastala je potem huda borba med bahači in duhovščino, posebno z župnikom Jerebom, rojenim Žabničanom, kateri o delitvi fare ni hotel celo nič slišati in je do smrti vedno debele dajal pod nos….

### Minka Jenko– Mrakova Minka iz Stražišča, dnevniški zapis,1928
Nedelja, 14. oktobra 1928
Zjutraj sem vstala ob deset minut čez šest. Zakurila sem v peči, pristavila kavo, mleko, juho in zelje. Šla sem krmit prašiče in molsti kravo. Kava mi je zavrela in vzkipela, juha mi je šla čez, kar me je zelo jezilo. Vrgla sem burkle po veži in pričela kleti. Nato sem pometla hišo, vežo in »svoj salon«. Ko je prišla mama od maše, sem nalila kavo, da smo zajtrkovali, nakar sem se začela napravljati za k maši. Danes bo odkritje spomenika žrtev svetovne vojne. Ko sem se napravljala, je šla po cesti godba gasilskega društva iz Žabnice. Malo pozneje je koračnica naznanjala drugo trumo. Šli so v lepem redu dva in dva. Bilo jih je precej in zato sem vedela, da so iz Bitnja. Šle smo skupaj z Ojstrovo Micko in Johano in se pogovarjale, bi li šle v sprevodu ali bi prodajale zijala kar pri cerkvi. Odločile smo se za prvo, izvršile smo pa drugo. Pri cerkvi smo obstale. Izprevod se vije že po Krevlji. Gasilcem iz Bitnja poveljuje g. Rojina. Prvi znan mi je bil Maticev Johan, pa Šmelov, Ojstrov, Martinova dva, Jakov in še mnogi drugi ...

## Ljudska knjižnica Bitnje
Leta 2007 je preteklo 70 let odkar v našem kraju deluje javna knjižnica. Že 1937. leta jo je ustanovilo prostovoljno gasilsko društvo Bitnje. Poslovala je v kletnih prostorih novozgrajenega gasilskega doma. Ker gasilci niso imeli dovolj denarja za nakup novih knjig, je Ana Zavrl knjižnici posodila več kot 50 svojih knjig. Prvi knjižničar je bil Mavricij Volgemut, katerega je kasneje zamenjal Ferdo Pintar. Knjižnica je redno poslovala do aprila 1941, ko so Nemci zasedli našo deželo.
Nekateri člani gasilskega društva so takoj na začetku okupacije odnesli knjige domov in jih poskrili, da jih Nemci ne bi uničili. Najbolj prizadeven pri skrivanju je bil Pavel Eržen, ki je pozneje padel v partizanih. Žal pa se je med vojno večina teh knjig porazgubila.
Že prva leta po končani vojni sta mladinski organizaciji LMS Zgornje Bitnje in LMS Srednje Bitnje pričeli po vasi zbirati knjige. LMS Zgornje Bitnje jih je zbrala 18, LMS Srednje Bitnje pa 86 knjig. Od nekdanje gasilske  knjižnice se je ohranilo le 22 knjig. Ker v vasi takrat ni bilo na razpolago javnega prostora, so jih začasno shranili na kmetiji Franca Porenta – Brnka, saj so bili pri tej hiši trije dejavni člani mladinske organizacije. V zimskem času, ko ni bilo toliko dela, so platnice knjig zavijali z ovojnim papirjem. Knjige so potem čakale več let, vse do pomladi 1952, ko so jih preselili v izpraznjeno pisarno ukinjenega KLO Bitnje, pri Kovaču, Srednje Bitnje 10.
Knjižnica je pričela redno poslovati v nedeljo, 25. marca 1952. Odprta je bila vsako nedeljo dopoldne. Poslovala je v okviru SZDL Bitnje. Prvi knjižničar je bil Lojze Zavrl. Že takoj na začetku se je vpisalo 16 bralcev. Takrat je bila to edina  kulturna dejavnost na vasi, saj še ni bilo televizije in ne avtomobilizma. Zato so ljudje več brali.
1971 leta je Krajevna skupnost Bitnje naročila izdelavo novih knjižnih omar. Te so vgradili na oder gasilskega doma Bitnje. Tja se je knjižnica preselila spomladi leta 1972. Leta 2007 je preteklo že 35 let odkar posluje v tem prostoru. Od takrat se je v knjižnici zamenjalo najmanj osem knjižničarjev in sicer: Metka Kristan  1972 – 1975, Vili Kern 1977, Boris Oblak 1978 - 1979, Sandi Pokorn 1980 - 1981, Mežnaršič Robert 1982 - 1983, Oman Mirjana 1983 - 1985, Mirjana Jurjevec 1989 - 1990, Mojca Mavec 1994 dalje.
Knjižnica je bila vse od ustanovitve dalje strokovno povezana z Osrednjo knjižnico Kranj. Od nje je vse do leta dobivala knjige v trajno last. Tudi sama knjižnica je z dohodkom od izposoje nakupovala nove knjige, delo knjižničarja pa je bila takrat brezplačno. Zato je število knjig hitro naraščalo. Tako je imela konec leta že 1086 lastnih knjig.
Potem je bila ustanovljena potujoča knjižnica. Najprej so bili uvedeni potujoči kovčki, napolnjeni s knjigami. Ti so se zamenjali večkrat na leto. Nekaj let kasneje so kovčke ukinili. Osrednja knjižnica je dobila kombi, s katerim nekajkrat letno dostavljajo nove knjige.  V zadnjih letih knjižnica poleg knjig izposoja tudi video kasete in DVD-plošče. Izposoja se je po večletnem mrtvilu spet povečala. Vse to daje upanje, da bo tudi v prihodnje poslovala.

## Bitnje nekdaj
Prvo zgodovinsko dokazano ime našega kraja je bilo omenjeno davnega leta 1160. V takratnem urbarju loškega gospostva je bilo zapisano ime Vitingen. Kraj so poimenovali po prvotni cerkvi sv. Vida v Spodnjih Bitnjah. To cerkev so zgradili bavarski naseljenci, katere so na območje Sorškega polja naselili škofje iz Freisinga. Okoli leta 1300 so poleg stare cerkve zgradili še cerkev sv. Miklavža. Ta stoji še danes in je ena najstarejših tukajšnjih cerkva.
Freisinški škofje so bili lastniki obširnega ozemlja na desnem bregu reke Save, vključno s Selško in Poljansko dolino. To ozemlje je 973. leta daroval nemški cesar Oton II. freisinškemu škofu Abrahamu. Na tej osnovi so potem ustanovili loško gospostvo. To je obstajalo 830 let, vse do leta 1803, ko je bilo ukinjeno.
V 11. stoletju je bilo Sorško polje razdeljeno na t. i. sklenjene proge. Vsak naseljenec je dobil v upravljanje kakih 35m širok in več km dolg pas zemljišča, imenovan huba. Takih hub je bilo na območju Bitnja 48, v Žabnici pa 44. Omenjena parcelacija je ostala nespremenjena dolga stoletja in se je z manjšimi popravki ohranila vse do današnjega časa.
Koncem 15. stoletja je bilo na območju loškega gospostva ustanovljenih 18 žup (županij). Naši kraji so spadali pod bavarsko župo (Officium Bavarorum). Zajemala je 23 naselij, razprostirala pa se je od Okroglega na severu do Puštala na jugu. V njej je bilo 297 hub (gruntov) in okoli 1500 prebivalcev. Bavarsko župo so kasneje preimenovali v Veichting in ga nazadnje ponemčili v Feichting (Bitnje).
V naših krajih je zaradi bavarskih naseljencev dolga stoletja prevladoval nemški jezik. Valvasor je zapisal, da so Bitenjčani govorili tako mešanico nemščine in slovenščine, da jih noben tujec ni razumel. Sčasoma pa je le začela tudi na Slovenskem prevladovati slovenščina. Vse do dvajsetega stoletja pa se je ohranilo še dosti nemških besed. Najbolj znani Bitenjčan in dolgoletni župan občine Stražišče je nekoč  zapisal, da se je v mladosti pisal Schifferr (pisano v gotici), od takrat dalje pa Šifrer. To nam dokazuje, kako hitro se je v 19. stoletju spreminjala ozaveščenost naših prednikov. Tako so tudi Bitnje v drugi polovici 19. stoletja končno dobile slovensko ime Bitinje. To se je malenkostno spremenjeno ohranilo do današnjih dni.

## Trgovine, gostilne in obrt na področju Bitnja
Trgovin, gostiln in obrti je bilo na področju Bitnja že v preteklosti kar lepo število,

### Trgovine in gostilne
Že med obema vojnama je v Zgornjih Bitnjah  delovala trgovina Pr Vampk. Vodila sta jo Janez in Marija Fabjan. V isti hiši sta imela tudi gostilno. Trgovina je med vojno z delovanjem prenehala, gostilna pa je po vojni postala krajevna gostilna v okviru Krajevnega odbora Bitnje in kot taka delovala pet do deset let, nato pa ugasnila.
Pred vojno je bila v Zgornjih Bitnjah tudi trgovina Pr Fant, ki pa je prenehala delovati že med vojno.
Trgovino Pri Potokarju sta v Zgornjih Bitnjah imela tudi Peter in Albina Oman. Ustanovljena je bila nekaj let pred drugo svetovno vojno in delovala  v celotnem vojnem obdobju. Po vojni  se je v prostorih te trgovine ustanovila Kmetijska zadruga Bitnje in kot taka delovala še 15 do 20 let po vojni.
V Srednjih Bitnjah je bila trgovina Pr Brčnk. Lastnica te trgovine je bila Marija Ziherl. Delovala je med obema vojnama in med vojno, nato pa so jo zaprli.
Lastnik trgovine Pr Ankerst v Srednjih Bitnjah je bil Anton Ankerst, ki se je sredi tridesetih let dvajsetega stoletja priženil v Bitnje in se poročil z Mero Hafnar, Tagrejsko Mero. Najprej je  kot trgovina z mešanim blagom  delovala v hiši Viktorja Hafnerja, tik pred vojno pa so jo preselili v pritličje novozgrajene hiše Ankerstovih, kjer je delovala celotno obdobje med vojno. Po vojni je trgovino prevzela Potrošniška zadruga Bitnje, po nekaj letih pa Trgovina Živila. Kot taka je z dolgoletno in izjemno potrpežljivo poslovodkinjo Marico Tratnik iz Stražišča delovala vse do sredine sedemdesetih let dvajsetega stoletja.
V Spodnjij Bitnjah je bila trgovina Pr Cepun. Lastnica te trgovine je bila Marija Lebar. Posebnost te trgovine, ki je bila v osnovi špecerija, je bila ponudba doma pečenega kruha, cenjenega pri vseh krajanih. Posebno za praznike je imela lastnica veliko dela, saj je v dnevu zamesila in spekla tudi tri peke zaporedoma, da je zadostila povpraševanju. Cepunka, kot so ji rekli domačini, je veljala za zelo dobro žensko. Posebej je s svojo dobroto razveselila matere z dojenčki, saj je bila marsikatera izmed njih po porodu deležna njenega darila, sveže pečene pogače.
Med gostilnami je poleg že prej omenjene gostilne Pr Vampk v Zgornjih Bitnjah delovala tudi gostilna Pr Strahinc. Lastnik te gostilne je bil Anton Zavrl. Strahinčeva gostilna še danes trdo stoji ob cesti Kranj – Škofja Loka. Velja za najstarejšo gostilno v Bitnjah. Delovala je že med obema vojnama, med drugo svetovno vojno in po njej. V isti stavbi se je ohranila do danes.
V Srednjih Bitnjah je poleg že omenjenih delovala tudi gostilna Pr Jakc. Vodila jo je lastnica, Ivana Kalan. Posebnost te gostilne je bila, da je ob njej delovala tudi trafika, v kateri so prodajali cigarete, sladkarije in druge drobnarije. Marsikateri otrok je bil v tistem času od doma poslan po cigarete. Za 50 DIN je npr. očetu lahko prinesel 5 cigaret Drava. Seveda so se otrokom bolj kot ob cigaretah zasvetile oči ob vabljivih bonbonih v obliki zamaškov, ribic in drugih figur, ki so jih od lastnice večkrat prejeli tudi zastonj.
V Spodnjih Bitnjah je že pred drugo svetovno vojno delovala gostilna V Bajt. Lastnica je bila Johana Eržen. Ta gostilna, katere stavba še danes stoji trdo ob cesti Kranj  - Škofja Loka je delovala še nekaj let po vojni, danes pa je zaprta.

### Obrti
Bitenjčani so se zlasti po obdobju sitarstva oprijeli prenekaterih opravil, ki so prerasla v obrt. Imeli smo mizarje, opekarje, kovača, čevljarje, krojače, mesarje, gradbenike, tkalce, šivilje, ...
V Zgornjih Bitnjah je bilo znano Mizarstvo lastnika Franca Eržena – Ropreta. Imel je enega najmodernejših strojev tistega časa. Začel je sredi tridesetih let dvajsetega stoletja. Po smrti lastnika, tik pred drugo svetovno vojno, je to mizarstvo prevzel Jože Bambič, po vojni pa je bila v istih prostorih v okviru KLO Bitnje ustanovljena krojaška in šiviljska delavnica s petimi zaposlenimi. Imenovala se je Krajevno krojaštvo in šiviljstvo Bitnje in delovala vse do leta 1950 oziroma do ukinitve KLO Bitnje.
V Srednjih Bitnjah je od leta 1930 do začetka druge svetovne vojne delovala Opekarna. Njen lastnik je bil Leopold Hafnar – Jakov. Za njo so ostali veliki bajerji, katere je sin lastnika kasneje zasul. Danes so na tem mestu travniki.
Srednje Bitnje je imelo v preteklem času tudi kovača. Lastnik kovačije je bil Ciril Berčič, pred njim pa  že pred 1. svetovno vojno tudi njegov oče. Poskrbel je za prenekaterega konja, ki ga je podkoval in seveda tudi za vozove, ki jih je okoval. Bitenjški kovač Ciril je bil znan tudi kot izumitelj. Sam je izdelal celo vrsto zahtevnih kmečkih strojev, med njimi tudi mlatilnico. Tik pred vojno se je Ciril upokojil. Kot najemnik je obrt  prevzel Janez Frelih. Kovačija je delovala še nekaj let po vojni, nato pa ugasnila.
V Bitnjah je bilo tudi več čevljarjev. Eden najstarejših je bil Jernej Hafnar – Jernač iz Srednjega Bitnja. Njegovo obrt je po njem prevzel tudi sin Franc Hafnar.
Med čevljarji je bil poznan tudi Henrik Tihelj, ki se je priselil v Bitnje že pred drugo svetovno vojno. Čevljaril je tudi po koncu vojne.
V Srednjih Bitnjah je čevljaril je tudi Anton Ankerst. Sprva v najetih prostorih v Kovačevi bajti, ko pa se je poročil z Mero Hafnar, je svoje čevljarstvo preselil  k Ta Grejsk. Čevljarstvo je opustil v času, ko je sredi tridesetih let dvajsetega stoletja začel z dejavnostjo trgovine.
V Srednjih Bitnjah je bil čevljar Slavko Veternik. V Mežnariji je začel s svojim delom med obema vojnama, čevljaril vse obdobje vojne in nekaj časa tudi po končani vojni.
Med krojači je bil poznan Franc Eržen. Njegova obrt krojaštva pri Žontarju je delovala med obema vojnama in med vojno.
Med mesarijami je bila najstarejša Pr Frluk. Na tej domačiji so klali predvsem ovce, ki so jih prignali iz Selške in Poljanske doline in, katerih meso je v tem času šlo v promet bolj kot govedina in svinjina, za katero ljudje v tem času niso imeli denarja. Lastnik mesarije Pr Frluk je bil Janez Hafnar. Mesarji so bili tudi skoraj vsi njegovi sinovi. Eden od njih se je poročil k Žepku v Zgornje Bitnje in tam nadaljeval z dejavnostjo celotno vojno obdobje. Še vrsto let po vojni je mesarijo Pr Žepk vodila potomka prvotnega lastnika mesarije, krajanom poznana kot Tinca.
Najstarejši Frlukov sin je bil Janez. Ta se je priženil v Stražišče in ustanovil svojo mesarijo. Žal pa sta se s sinom kmalu po 1. svetovni vojni oba smrtno ponesrečila. Povozil ju je kamniški vlak ko sta z vozom šla iskat živali za svojo mesarijo.
V Srednjih Bitnjah je bil lastnik mesarije Franc Kalan. To je bila Mesarija Pr Jakc, ki je v Bitnjah delovala do druge svetovne vojne, nato pa v Stražišču, kjer je Franc Kalan zgradil novo hišo. Mesarija Kalan ima svoje vidno mesto v Stražišču še danes, saj je s tradicijo očeta nadaljeval sin Franc.
Vidno mesto med obrtmi je imelo tudi gradbeništvo. Kraju znan in priznan je bil gradbenik Valentin Rahonc iz Zgornjega Bitnja. Z obrtjo je začel že med obema vojnama in imel tudi po 20 zaposlenih zidarjev in gradbenih delavcev. Značilno zanj je bilo, da je za potrebe takratnih delavskih družin gradil pritlične enostanovanjske hiše.  V obdobju med obema vojnama je v Bitnjah zgradil najmanj deset tipskih hiš, katerih vrednost » na ključ«  je bila 25.000DIN. Ena takih hiš, ki jih je s svojo ekipo zgradil  Valentin Rahonc je Prinčova hiša v Srednjih Bitnjah.
V spominu starejših krajanov Bitnja so ostale tudi obrtne tkalnice. Lastnik ene od treh, kolikor jih je bilo v Bitnjah, je bil Pivk iz Zgornjih Bitenj, druge Franc Cof - Tepinčk iz Srednjega  Bitnja, tretje pa Jošk Hiršenfelder - Joškov, prav tako iz Srednjih Bitenj. 
Pivkova obrtna tkalnica je delovala v baraki, kamor je lastnik iz tekstilnih tovarn iz Kranja prepeljal nekaj tkalskih strojev. Tepinčkova obrtna delavnica je delovala  s štirimi statvami, enako Joškova, ki je imela mesto v Joškovi drvarnici. Vse tri obrtne tkalnice so prenehale delovati že med vojno.
Najstarejša obrt za tkanje platna se je v Bitnjah odvijala Pr Frčk. Ohranil jo je Frčkov oča, ki je statve kasneje postavil kar v drvarnico ob Frčkovi hiši. To je bila edina ročna tkalnica platna, ki je v Bitnjah prenehala delovati že leta 1932.
Med obrtmi  je bilo v Bitnjah nekdaj poznano tudi šivanje prešitih odej. Pr Fičk je take odeje šivala Marija Rozman, Pr Šmon Marija Cof, Pr Princ Pavla in Angela Ziherl, Pr Starman pa Marija Debevc. Ženske so potrebno blago, vato, prejo in druge pripomočke dobivale od kranjskega trgovca, izdelane prešite odeje pa peš nosile v Kranj. V spominu prenekaterega starejšega Bitenjčana je ostala podoba ženske, ki je na rami ali na glavi naenkrat nesla do Kranja tovor kar petih kovtrov.
V Bitnjah so v starih časih poleg obrti poznali še eno obliko zaslužka – z delom na domu. Kar nekaj Bitenjčank je šivalo srajce in spodnje perilo za kranjska trgovca Crobatha in Kocbeka. Iz Kranja so od njiju dobivale ukrojeno blago, sukanec, gumbe in šivanke,  vračale pa so sešite izdelke.